# Граф (хімія)
Граф хімічних реакцій — топографічне представлення або усіх можливих хімічних реакцій, що
відбуваються (чи можуть відбутись) у даній хімічній системі, або підгрупи таких реакцій, в якому кожна вершина
представляє реагент (молекулу, йон, радикал), а кожне ребро, що зв'язує дві таких вершини, означає шлях реакції.
Використовуються для опису багатоетапних хімічних процесів
з рівноважними стадіями, а також зокрема для внутрімолекулярних перегрупувань, коли вершини означають ізомери, а
ребра — шляхи ізомеризації.